# Riourikovo Gorodichtche
Le Riourikovo Gorodichtche (en russe : Рюриково городище) est un centre commercial, artisanal, administratif et militaire datant du IXe siècle en Russie. Il est situé à deux kilomètres au sud du centre de la ville de Veliki Novgorod, près de la source de la rivière Volkhov provenant du Lac Ilmen, en face du Monastère Saint-Georges de Iouriev. C'était une des résidences du Prince de Novgorod, Riourik qui est également liée au nom de nombreuses personnalités politiques de la Rus'.
Les ruines de ce centre sont reprises dans la liste du patrimoine de l'humanité de l'UNESCO. L'Église de l'Annonciation de Gorodichtche constitue l'essentiel des ruines encore visibles aujourd'hui.

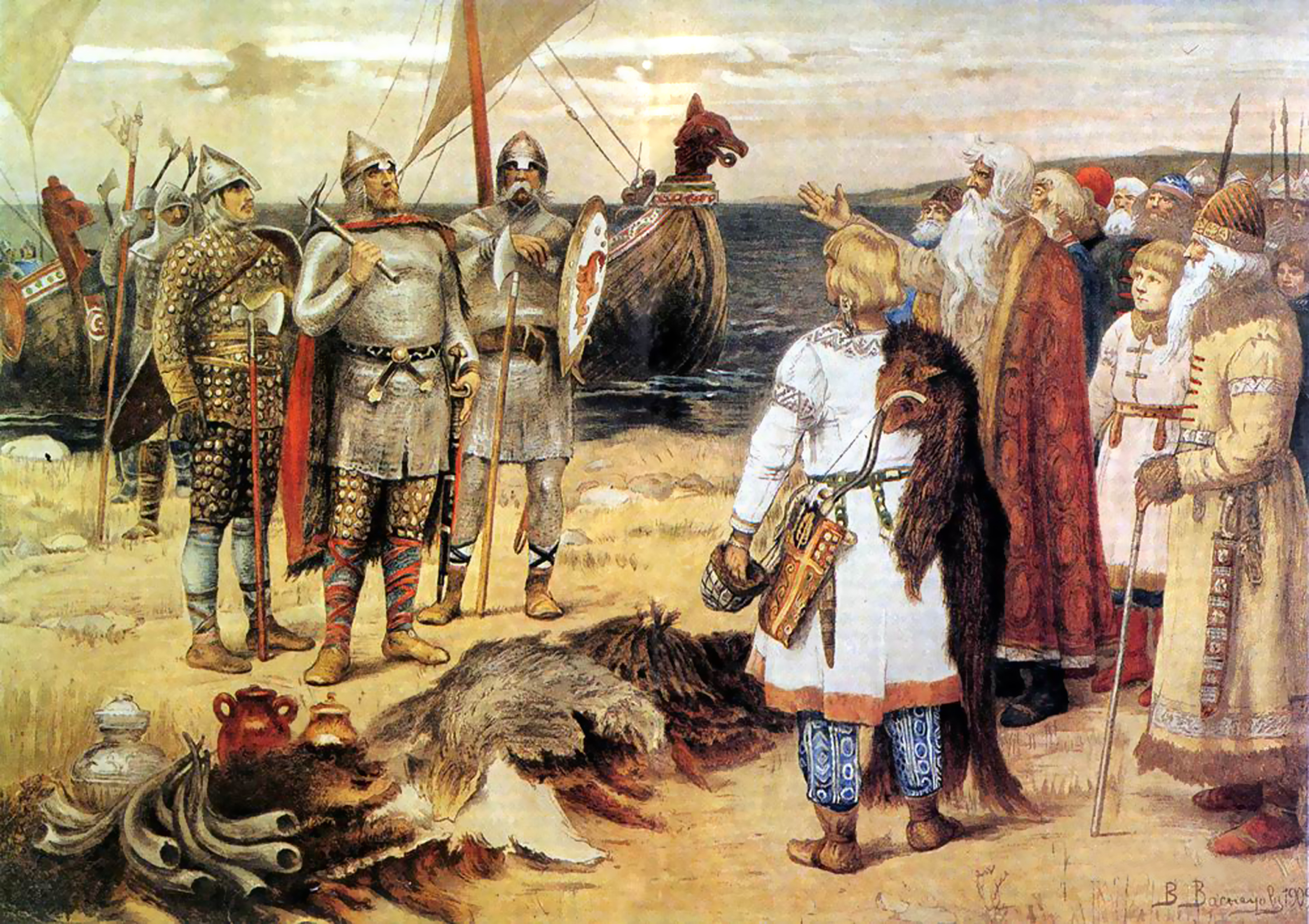
L'Appel aux Varègues
de Victor Vasnetsov.

## Histoire

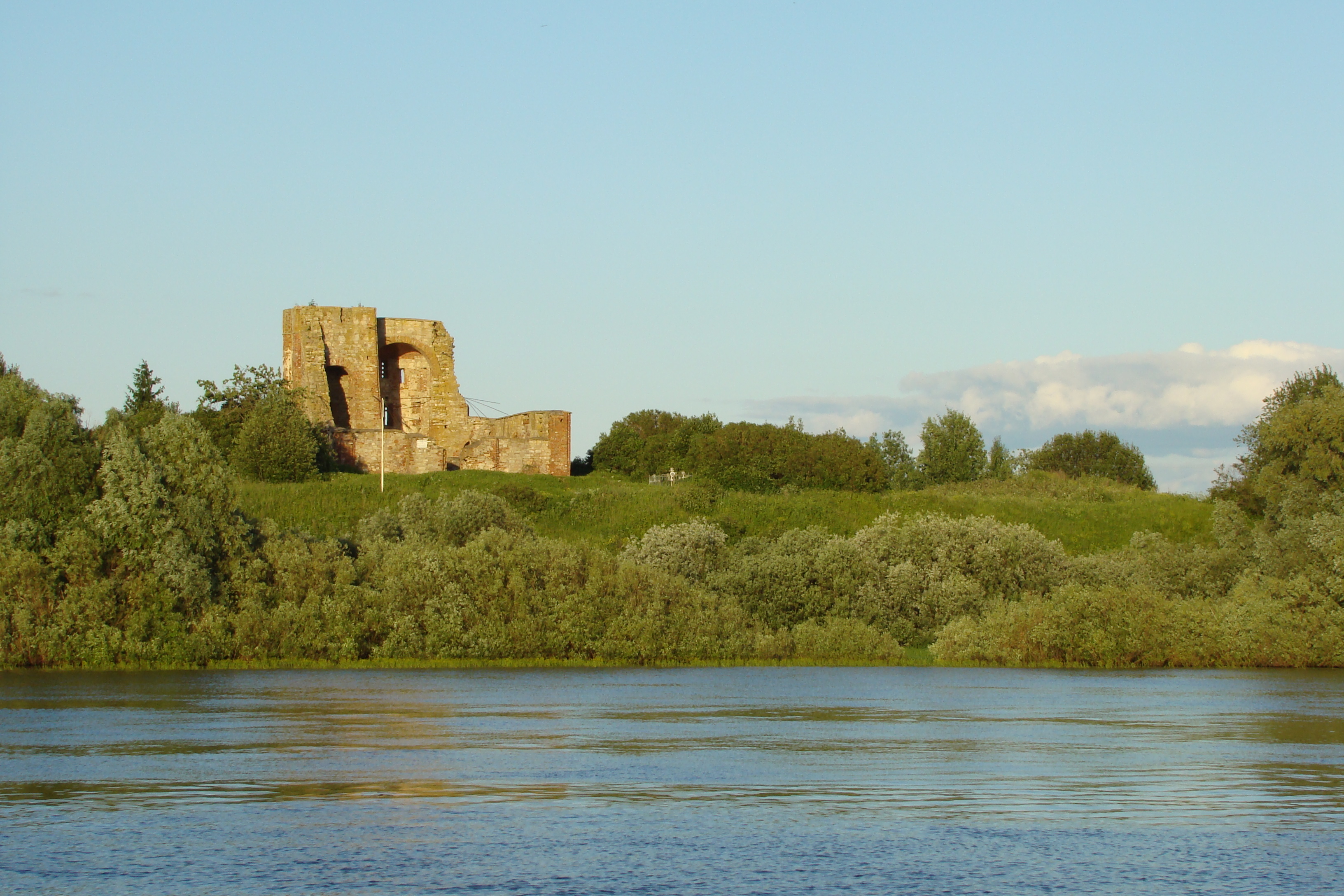
Riourikovo Gorodichtche,
ruines de l'église de l'Annonciation.

Jusqu'au XIXe siècle, le site et le village voisin étaient désignés par le nom Gorodichtché. Le nom de Riourik est ajouté au début du XIXe siècle, du fait de la diffusion d'une légende identifiant l'endroit à la capitale de Riourik après l'Appel aux Varègues de 862. Cette année 862, les habitants de Novgorod lancèrent en effet un appel aux Varègues pour qu'ils envoient quelqu'un mettre fin à leurs dissensions. Riourik vint régner sur Novgorod et chacun de ses deux frères sur d'autres villes slaves  ,.
Une des interprétations de la «Chronique des temps passés» à propos de l'Appel aux Varègues permet de considérer que c'est à Staraïa Ladoga que Riourik arrive en 862, date du début de la référence légendaire à une résidence princière de Gorodichtche. Riourik était présent à Staraïa Ladoga, mais aussi sur ce promontoire de Gorodichtche probablement du fait qu'il se trouvait ainsi toujours sur la route commerciale des Varègues aux Grecs.

## Étude scientifique
Les premières fouilles sur le site ont lieu en 1901, sous la direction de l'archéologue de Novgorod N. I. Poliansk, puis de N. E. Makarenko, du peintre Nicolas Roerich et d'autres archéologues . Des fouilles ont lieu en 1928, 1935 et 1965. Elles ont montré la présence de trois couches d'éléments culturels de types différents. L'étude systématique n'a vraiment débuté qu'en 1975 et se poursuit depuis lors sous la direction d'Evgeni Nosov (membre correspondant de l'Académie des sciences de Russie). Outre les vestiges du IXe siècle, des vestiges antérieurs sont relevés concernant deux autres époques :
- des vestiges d'un emplacement datant du néolithique (IIe siècle et IIIe siècle avant notre ère),
- des vestiges de l'âge du fer (Ier siècle avant notre ère).

Le Gorodichtche commence par être peuplé par des Slaves Ilmen (dit aussi slaves de Novgorod, du Lac Ilmen) qui construisent des murs en bois sur l'emplacement.
Grâce aux recherches archéologiques, des couches datant des IXe siècle et Xe siècle sont découvertes : un nombre important de pièces de matériel guerrier, de vêtements scandinaves (varègues), des documents sur écorce de bouleau, des sceaux princiers, des pièces de monnaie arabe, byzantine, et d'Europe occidentale, des fibules, des torques, deux bronzes, des pendentifs avec des inscriptions en runes, une statuette de Valkyrie en argent, des parties de balances, des poids. En 2003, c'est à cet endroit que sont découverts les premiers documents sur écorce de bouleau (qui portent le numéro d'inventaire no 950). Il s'agit d'un fragment d'une lettre concernant plusieurs frères et qui mentionne l'endroit du Gorodichtche du prince.
Au IXe siècle Xe siècle le Riourikovo Gorodichtche est le premier centre urbain du raïon de Veliki Novgorod, qui est présenté comme une nouvelle ville dans les chroniques russes. Sa superficie atteint six à sept hectares. La partie centrale est protégée par un fossé et un rempart de terre, autour des constructions en bois à l'intérieur de cette enceinte. Il subsiste des débris organiques de l'époque, dont l'intérêt scientifique atteint celui des matériaux extraits à Staraïa Ladoga, à sa forteresse et à Novgorod. C'est là, à la source du Volkhov sortant du Lac Ilmen, que vivait non seulement le prince mais également sa cour. La situation du Gorodichtche est extrêmement favorable du fait que son territoire est entouré d'eau de toutes parts. Il est possible sans difficulté de contrôler le passage des bateaux vers le lac Ilmen depuis le promontoire. Sur le site du château se trouve un ancien sanctuaire païen (Peryn). Une des occupations les plus importantes de la population du centre était l'artisanat (moulage en bronze, sculpture sur os etc.)
Il est fait mention dans les chroniques de Novgorod de l'an 1103 de la construction à la demande de Mstislav Ier prince de Novgorod, de l'église de l'Annonciation, la deuxième église par l'importance après celles de Sainte-Sophie. L'église de l'Annonciation est construite suivant les plans de Maître Pierre, premier architecte russe dont le nom est cité dans la chronique. De même que le Monastère Saint-Georges de Iouriev, la cathédrale Saint-Nicolas sur la Cour de Iaroslav.
À la fin du Xe siècle le Gorodichtche, tout en conservant son rôle de résidence, abandonne son rôle de centre social et économique des populations au profit du complexe composé des églises et de la cour de l'évêque.
Le soulèvement de Novgorod en 1136, provoque la fin du régime mixte du prince et des boyards (qui s'étendit du XIe siècle au début du XIIe siècle). C'est le début de la république de Novgorod gouvernée par le vetché qui élisait son prince. Ce dernier résidait au Riourikovo Gorodichtche ainsi que le possadnik. C'est là qu'Alexandre Nevski passe son enfance, c'est là que s'installent Dimitri Ier Donskoï, Vassili II, Ivan III et Ivan le Terrible. Sur le territoire du Gorodichtche, à différentes époques, sont édifiées six églises en pierre et en bois qui sont reconstruites plusieurs fois. Ce sont les églises de Nicolas sur Gorodichtche, l'église de l'Annonciation, celle de Cosme et Damien, de Saint-Michel archange, de la Présentation de Jésus au temple.
Le nombre de découvertes effectuées dans la couche de la période scandinave du Riorikovo Gorodichtche (qui ne représente que 0,5 à 1,5 % de l'ensemble des couches) en fait le site le plus riche d'Europe de l'Est avec celui de Gnezdovo (en), près de la ville de Smolensk, et celui sur le Dniepr. Ils suivent immédiatement ceux situés en Scandinavie même comme : Birka et Hedeby.